# Ala (Hiiumaa)
Koordinaten: 58° 57′ N, 22° 50′ O
Ala ist ein Dorf (estnisch küla) in der Landgemeinde Hiiumaa (bis 2017: Landgemeinde Pühalepa). Es liegt auf der zweitgrößten estnischen Insel Hiiumaa (deutsch Dagö).

## Beschreibung
Ala (deutsch Alla) hat 26 Einwohner (Stand 31. Dezember 2011). Der Ort liegt zehn Kilometer nordöstlich der Inselhauptstadt Kärdla (Kertel).
Von 1953 bis 1986 bestand im Dorf die Kolchose Rahu eest („Für den Frieden“).